# سم میچ
سم میچ (انگلیسی: Sam Meech; {{birth date|1991|04|04|df=yes}) قایقران قایق بادبانی اهل نیوزیلند بود.